# Altyn Asyr
Altyn Asyr, TM CELL è il primo operatore di telefonia mobile in Turkmenistan con 3 milioni di abbonati GSM (2012).
L'azienda è stata fondata nel mese di agosto 2010 ed è completamente di proprietà di Turkmentelecom che a sua volta è interamente di proprietà del Ministero delle Comunicazioni del Turkmenistan. L'attrezzatura per i primi 50.000 abbonati è stata fornita da Siemens. Il nuovo edificio amministrativo è stato inaugurato nel mese di ottobre 2012. L'edificio a quattro piani ospita 350 membri del personale.
L'unica azienda concorrente è MTS Turkmenistan.
L'azienda dà il nome alla squadra di calcio dell'Altyn Asyr Futbol Kluby.